# Verín CF
Verín CF is een Spaanse voetbalclub uit Verín die uitkomt in de Tercera División. De club werd opgericht in 1971.